# St. Brictius (Olzheim)

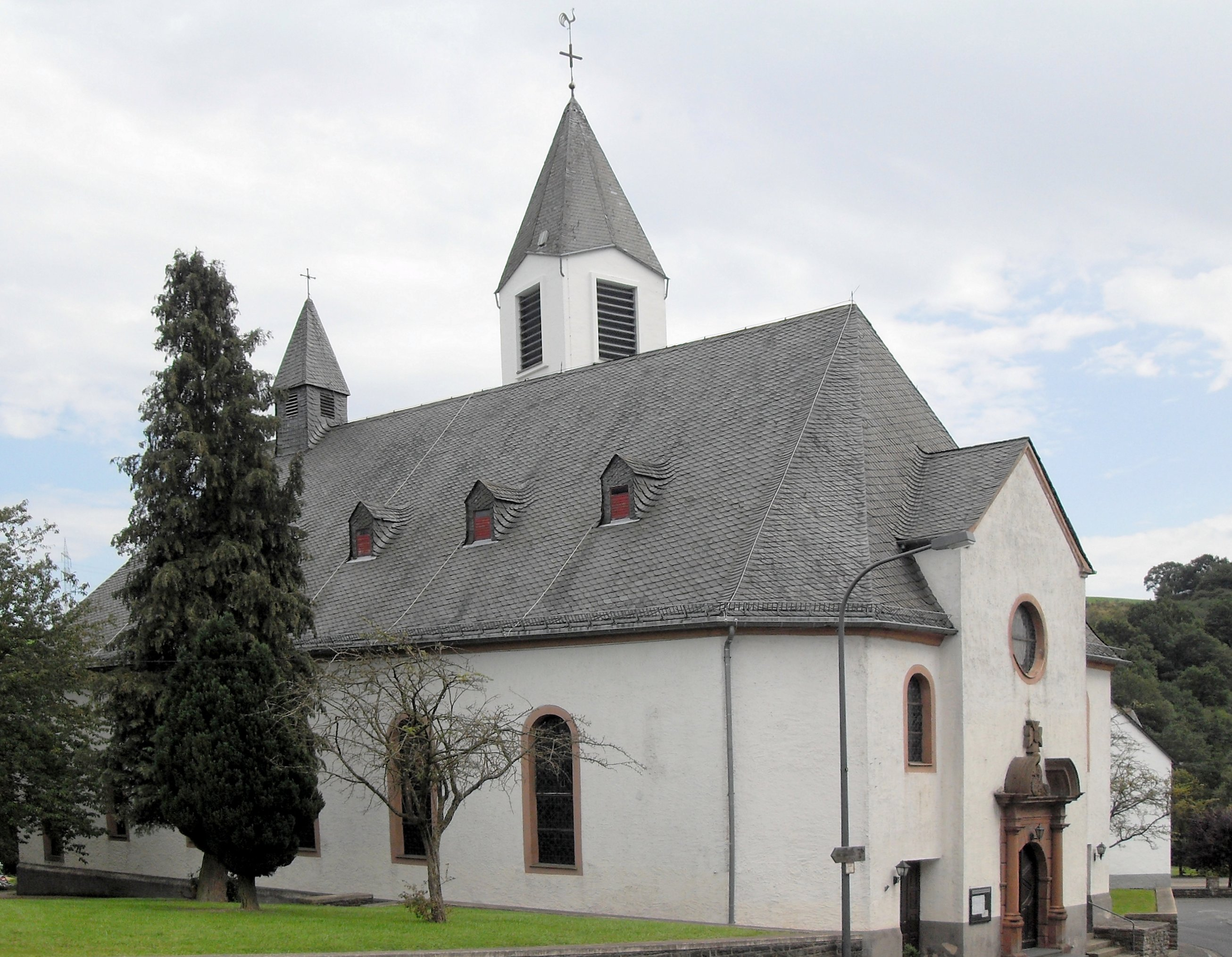
St. Brictius in Olzheim

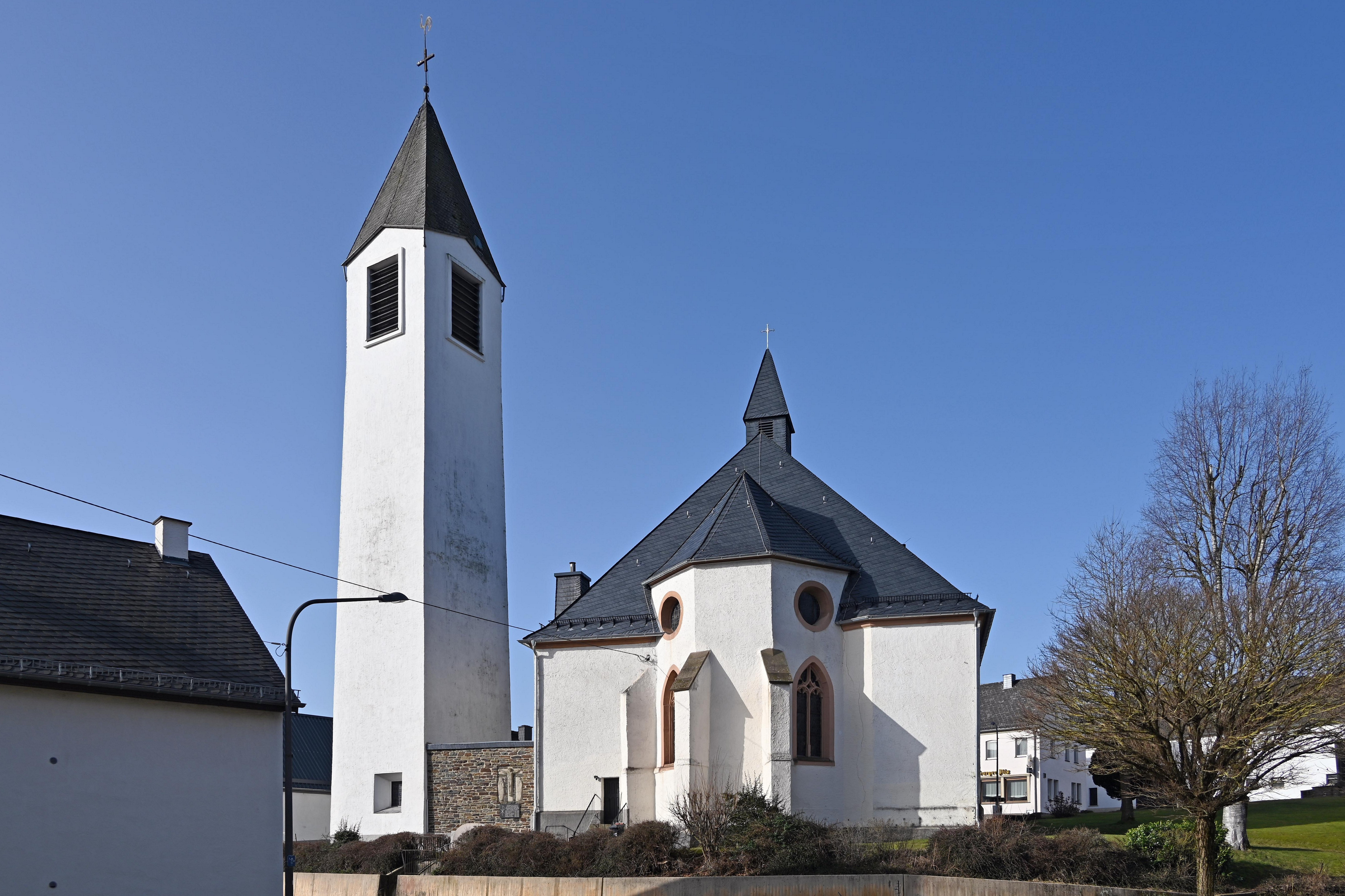
Ostansicht

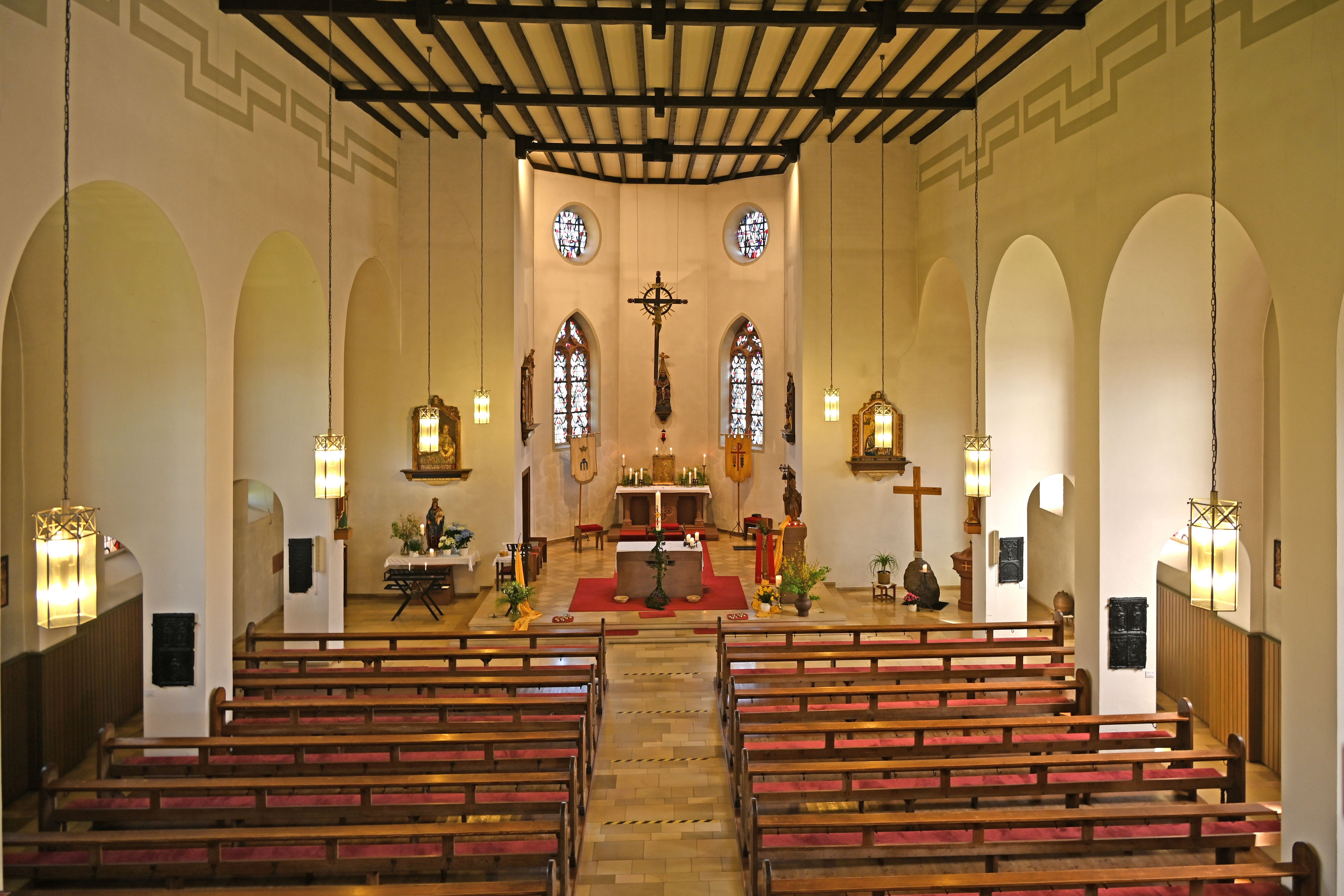
Innenraum

Die Kirche St. Brictius ist die römisch-katholische Pfarrkirche der Ortsgemeinde Olzheim im Eifelkreis Bitburg-Prüm (Rheinland-Pfalz).

## Geschichte
Eine Kirche in Olzheim wurde das erste Mal im Jahr 1330 urkundlich erwähnt. Zu dieser Zeit war Olzheim bereits eigenständige Pfarrgemeinde. Bis zum 13. Jahrhundert war Olzheim eine Filiale der Pfarre Rommersheim.
Es wird vermutet, dass bereits um 800 eine Kirche in Olzheim existierte. Dieses Bauwerk wurde um das Jahr 1470 von Truppen des Erzstiftes Trier in Brand gesetzt und vollständig zerstört. So wurde um das Jahr 1485 eine neue, einschiffige Saalkirche mit zwei Jochen und einem dreiseitig geschlossenen Chor im Baustil der Gotik errichtet. Diese Kirche wurde ca. 1922 bis auf den Chor abgerissen.
Zwischen 1922 und 1923 wurde eine neue, größere Kirche nach Plänen des Trierer Architekten Wilhelm Buchholz im Stil der Reformarchitektur errichtet. Die Einweihung des dreischiffigen Gotteshauses fand am 27. Oktober 1924 statt. In folge des Zweiten Weltkriegs wurde die Kirche am 27. Dezember 1944 bis auf die Umfassungsmauern zerstört.
Ab 1949 wurde das Gotteshaus unter der Leitung des Bitburger Architekten Hans Geimer wieder aufgebaut. Dabei verzichtete man auf Gewölbe und baute stattdessen eine einfache Holzdecke ein. Im Jahr 1964 wurde schließlich ein freistehender Glockenturm errichtet. Er misst eine Höhe von ca. 35 Metern. 1990 wurde der Innenraum durch einen Schwelbrand beschädigt. Die darauffolgende Renovierung dauerte ein Jahr an.

## Ausstattung
In der Kirche befinden sich einige bemalte Heiligenfiguren, ein moderner Hochaltar, sowie ein Altar und ein Ambo aus rotem Sandstein. Neben einigen Heiligenfiguren hat auch das Taufbecken den Krieg überstanden.
Die Orgel auf der Empore im hinteren Teil der Kirche wurde ursprünglich 1977 von der Orgelmanufaktur Gebrüder Stockmann in Werl für die katholische Pfarrkirche Auferstehung Christi Bielefeld-Senner erbaut. Sie wurde 1983 von der Pfarrei Olzheim gekauft und nach einer Erweiterung sie in St. Brictius aufgestellt. Sie verfügt über zwölf Register auf zwei Manualen und Pedal.

St. Brictius (Olzheim)
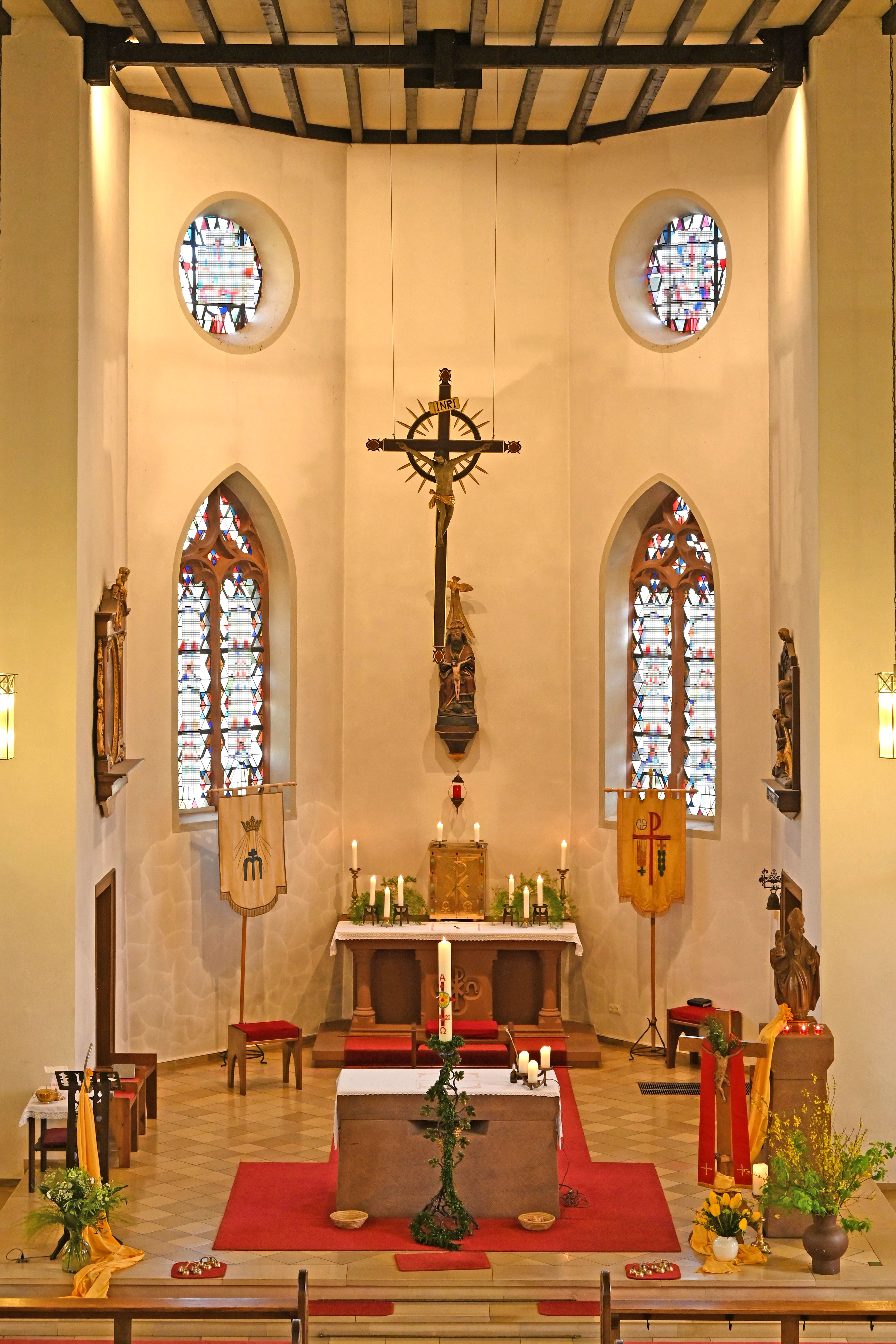
Altarraum
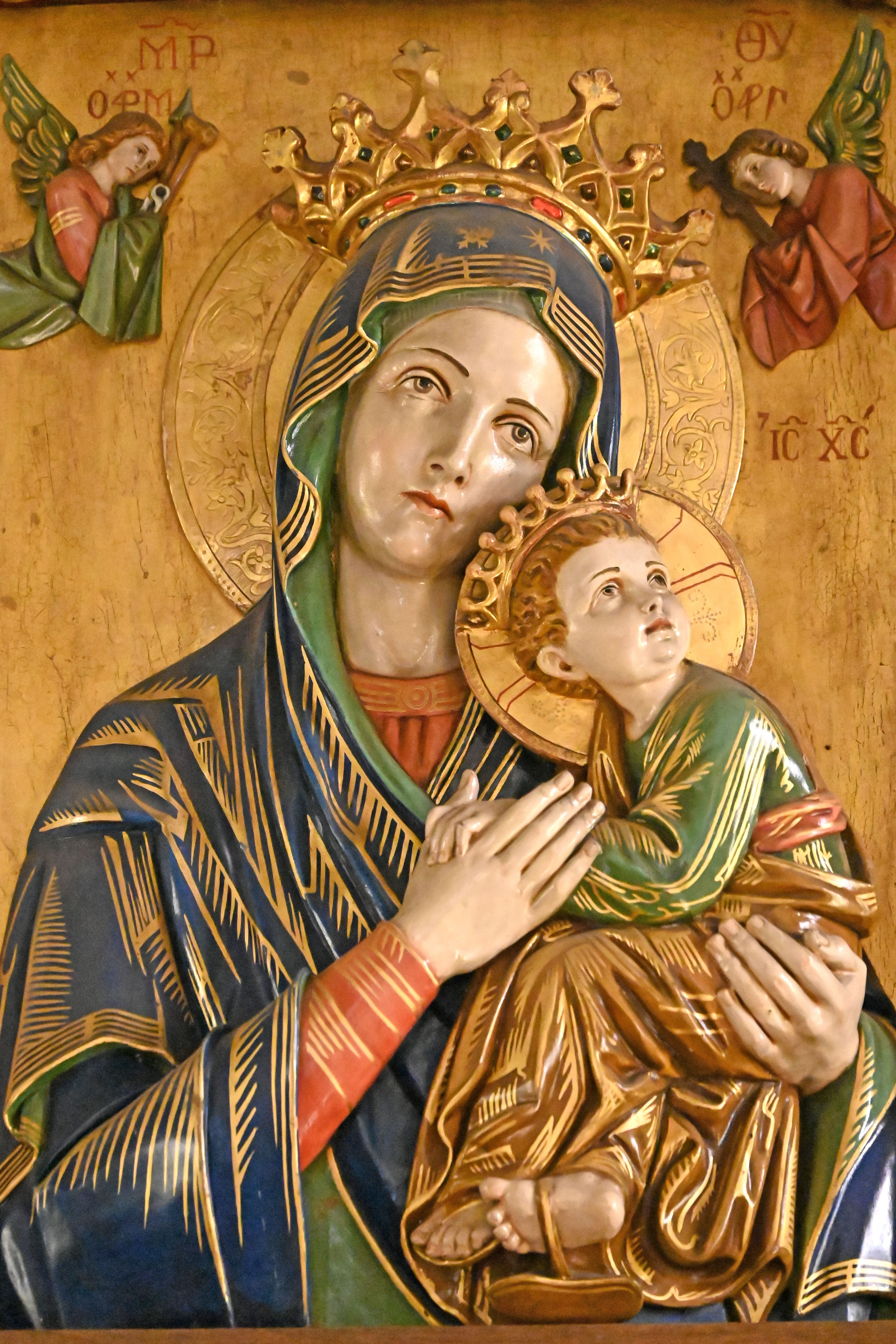
Marienrelief
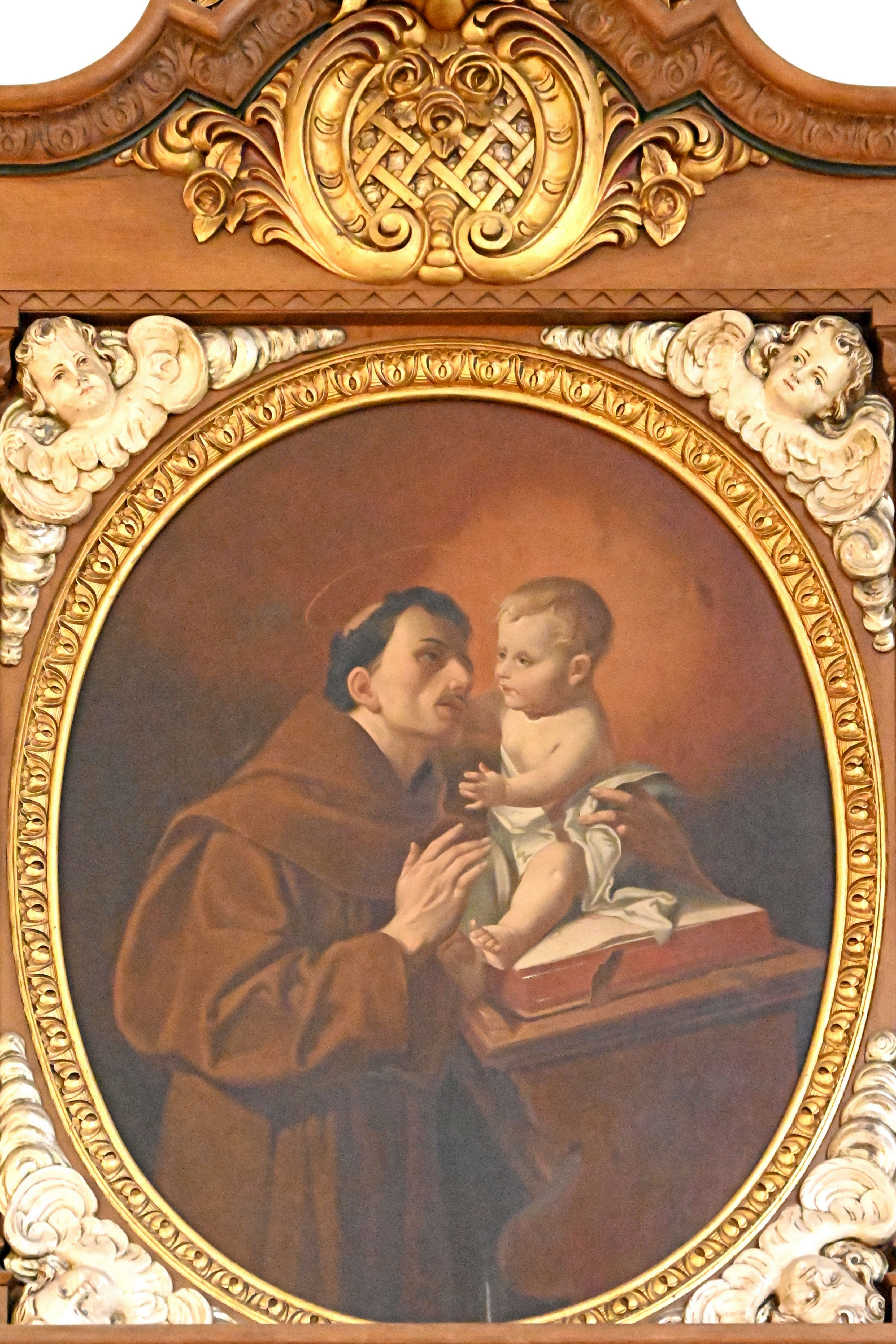
St. Antonius
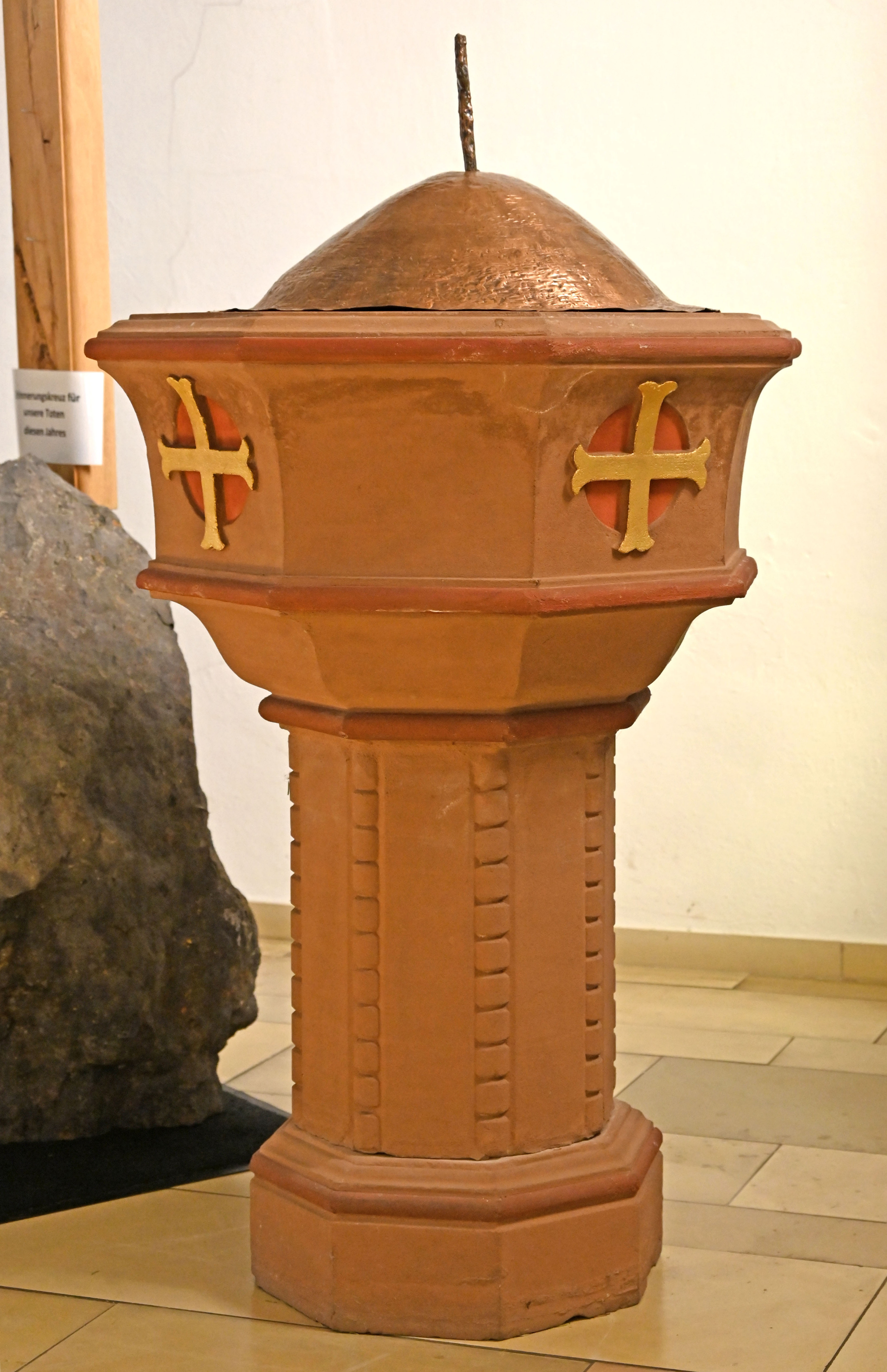
Taufstein
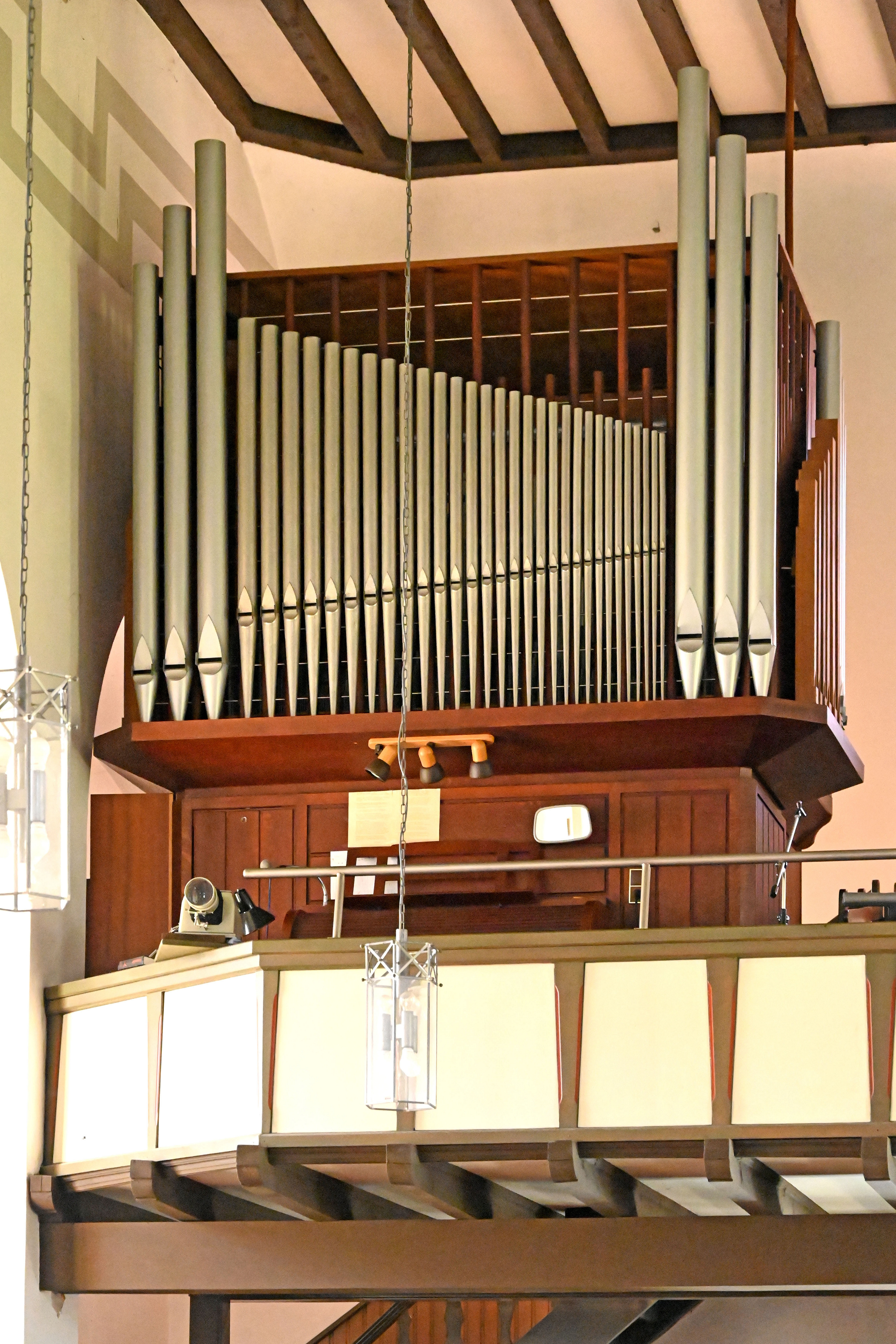
Orgel
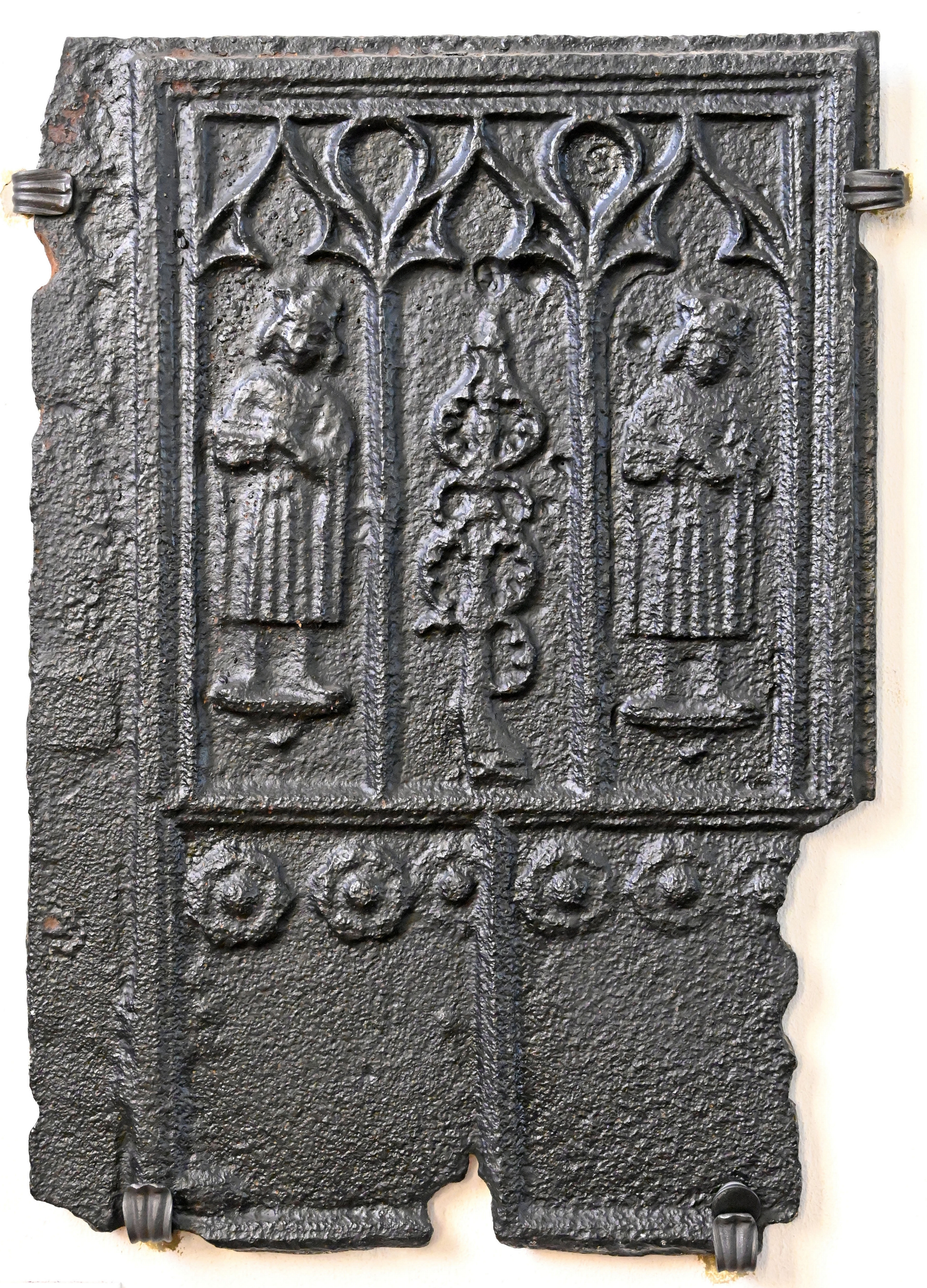
Takenplatte

## Pfarre
Zur Pfarrgemeinde St. Brictius gehören noch die drei Filialgemeinden St. Agatha und Lucia/Kleinlangenfeld, St. Hubertus/Neuendorf und St. Nikolaus/Reuth.